# Arecinae
Arecinae és una subtribu de palmeres dins la tribu Areceae. Consta de vuit gèneres que estan distribuïts en les selves del sud-est asiàtic i algunes en les terres de l'Oceà Pacífic. No tenen bràctees en les inflorescències del seu tronc.